# Juliette Sébastien
Juliette Sébastien (Lione, 14 maggio 2001) è una speedcuber francese.
Detiene 4 record e ha raggiunto il podio 415 volte nella sua carriera, arrivando al primo posto per ben 194 volte.

## Biografia
Juliette Sébastien è nata il 14 maggio 2001 a Lione, in Francia.
Ricevette il suo primo cubo di Rubik all'età di 12 anni, come regalo di compleanno da parte dei suoi genitori.
L'anno seguente partecipò alla sua prima gara di Speedcubing, il French Championship 2014, e in poco tempo riuscì a conquistare il secondo posto nella finale 3x3x3.

## Carriera
Attualmente,  detiene 4 record nazionali: quello per il singolo del 3x3x3 (4.44 secondi), per la media del 3x3x3 (5.81 secondi), quello per il singolo del Megaminx (31.04 secondi) e quello per la media del 3x3x3 One Handed (9.54 secondi).